# Spizaphilus cuniculator
Spizaphilus cuniculator är en insektsart som först beskrevs av Charles Coquerel 1848.  Spizaphilus cuniculator ingår i släktet Spizaphilus och familjen Anostostomatidae. Inga underarter finns listade i Catalogue of Life.